# Xie Bingying
Xie Bingying (xinès simplificat: 谢冰莹) (Duoshan 1906 - San Francisco 2000) Assagista i escriptora xinesa. Coneguda com a "la dona escriptora soldat", va ser una de les escriptores sorgides durant el Moviment del Quatre de maig, i es especialment coneguda pels seus escrits autobiogràfics sobre la seva vida com a soldat a l'exèrcit nacionalista a partir del 1926.

## Biografia
Xie Bingying, de nom real Xie Minggang (谢 鸣 岗) va néixer el 5 de setembre de 1906 a Duoshan, comtat de Xinhua a la província de Hunan (Xina).
El 1920, va ingressar a l’Escola Normal per a Noies de Changsha (capital de Hunan), però més tard com moltes altres dones que volien escapar dels matrimonis concertats, va allistar-se a l'exèrcit.
El 1926, l'Exèrcit Expedicionari del Nord va fundar l'Escola Política i Militar Central de Wuhan a Wuchang i va llançar una campanya de reclutament entre les dones joves. Amb el suport dels seus germans, Xie va ser admesa i es va registrar amb el nom de Xie Bingying, la primera vegada que va utilitzar el que seria el seu nom de ploma.. Va participar en l'expedició del Nord, des del juliol de 1926 fins a finals de desembre de 1928. Va participar principalment en les unitats de propaganda,
Va ser en aquest moment quan va començar a escriure relats autobiogràfics, sota el format de cartes i diaris, que van començar a publicar-se al diari nacionalista Central Daily News el 1927; la seva reputació va fer que aquestes fossin compilades i traduïdes a l'anglès per Lin Yutang
El 1927 després de la massacre de Xangai, el seu regiment va ser desmantellat i va ser obligada a tornar a la vida familiar i a contreure un matrimoni de conveniència amb Fu Hao amb el qual va tenir una filla. Els seus sogres li van permetre abandonar la casa familiar per exercir de mestra en una escola per a nenes, però es va traslladar a Hengyang per ensenyar en una altra escola i després a Xangai, on es va matricular en el Departament de Literatura Xina de l'Acadèmia d'Art de Xangai. Va ser aquí on va escriure i va publicar la seva autobiografia, amb gran èxit, el que li va permetre cobrir les seves despeses com a estudiant.
El 20 de juliol de 1931 va marxar cap a Nagasaki.. Aviat van rebre les notícies de "l’incident del 18 de setembre" conegut com Incident de Mukden. Després de matricular-se a la Universitat Waseda de Tòquio, es va unir a altres estudiants xinesos
al Japó per participar en les activitats antijaponeses. Això va provocar que a finals d'any fos expulsada del país i tornés Xangai on va treballar com a editora d'un diari femení.
Durant uns anys va viatjar pel país, escrivint, ensenyant i publicant, però en 1935 va decidir tornar al Japó, on va ser ràpidament arrestada i empresonada per negar-se a reconèixer a Puyi com sobirà de Manchukuo A l'ésser alliberada, va tornar a la Xina i va publicar una segona autobiografia, "Autobiografia d'una dona soldada" (一个 女兵 的 自传).;anys més tard publicaria les seves experiències en una presó japonesa en un altre llibre.
El 1938 va publicar una versió actualitzada del seu diari: el "New War Journal" (War 新 从军 日记). i va editar el mensual Yellow River (Huanghe 黄河), on i escriu i publica assajos, contes i altres textos autobiogràfics.
A l'esclatar formalment la Segona Guerra SinoJaponesa, va crear un cos d'ajuda i de primers auxilis femení a Hunan, i va continuar dedicant-se a la propaganda i l'escriptura, publicant nombrosos articles. Anys més tard,el 1948, davant la imminent derrota del Guomindang per l'exèrcit de Mao Zedong, es va autoexiliar a Taiwan, on va impartir classes a la Universitat Nacional Normal de Taiwan a Taipei.
El 1974 va marxar als Estats Units on va viure fins a la seva mort a San Francisco el 5 de gener del 2000.

## Obres destacades
- Girl Rebel: the autobiography of Hsieh Pingying, with extracts from her new war diaries.
- Autobiography of a Chinese Girl: a genuine autobiography (Tsui Chi)

- A Woman Soldier's Story: The Autobiography of Xie Bingying[5]

També va escriure quaderns de viatges com Malaiya youji (Viatges a Malàisia) i Jiujinshan de wu (La boira de San Francisco
La seva obra literària té influències d'autors estrangers, com Émile Zola, Oscar Wilde i Goethe i també d'autors xinesos contemporanis com Yu Dafu (郁达夫) i Bai Wei (白薇).